# Contea di Burlington
La contea di Burlington, in inglese Burlington County, è una contea del New Jersey meridionale negli Stati Uniti. Il capoluogo è Mount Holly.

## Geografia fisica
La contea confina a nord-est con le contee di Filadelfia e di Bucks della Pennsylvania, a nord con la contea di Mercer, ad est con le contee di Monmouth e di Ocean, a sud con la contea di Atlantic e a est con la contea di Camden.
La contea ha la superficie terrestre più estesa delle contee del New Jersey ed ha un territorio pianeggiante costituito prevalentemente da suoli alluvionali. Il confine con la Pennsylvania è segnato dal fiume Delaware. L'area settentrionale è drenata dal fiume Rancocas Creek e dai suoi affluenti North Branch, South Branch e Southwest Branch. Il Rancocas sfocia nel fiume Delaware ed è navigabile per circa 16 km. L'area meridionale è ricca di zone umide che ricadono nell'area delle Pine Barrens. L'area delle Pine Barrens è densamente coperta da foreste. Quest'area è drenata dal fiume Mullica, che scorre verso sud-est lungo il confine con la contea di Atlantic, prima di formare un lungo estuario e di sfociare nella Great Bay. Il Mullica riceve da nord i fiumi Batsto, Wadding e Bass.
Le città principali della contea sono situate nel nord.
Il capoluogo è la città di Mount Holly, posta sul fiume Rancocas. In prossimità del fiume Delaware sono situate Burlington e Bordentown.

## Storia
I coloni europei arrivarono nel XVII secolo e qui incontrarono i nativi Lenape. La città di Burlington, fondata dai quaccheri nel 1677, era la capitale di West Jersey che si unì all'East Jersey nel 1702 per formare la Provincia del New Jersey. La contea fu creata nel 1694 e deve il suo nome a Bridlington in Inghilterra.

## Comuni

### Città
- Beverly
- Bordentown
- Burlington

### Borough
- Fieldsboro
- Medford Lakes
- Palmyra
- Pemberton
- Riverton
- Wrightstown

### Townships
- Bass River Township
- Bordentown Township
- Burlington Township
- Chesterfield Township
- Cinnaminson Township
- Delanco Township
- Delran Township
- Eastampton Township
- Edgewater Park
- Evesham Township
- Florence Township
- Edgewater Park
- Hainesport Township
- Lumberton Township
- Mansfield Township
- Maple Shade Township
- Medford
- Moorestown
- Mount Holly
- Mount Laurel
- New Hanover Township
- North Hanover Township
- Pemberton Township
- Riverside Township
- Shamong Township
- Southampton Township
- Springfield Township
- Tabernacle Township
- Washington Township
- Westampton
- Willingboro Township
- Woodland Township

### Census-designated place
- Browns Mills
- Country Lake Estates
- Florence
- Fort Dix
- Juliustown
- Leisuretowne
- Marlton
- McGuire Air Force Base
- Moorestown-Lenola
- Pemberton Heights
- Presidential Lakes Estates
- Ramblewood
- Roebling

### Unincorporated area
- Arneys Mount
- Arneytown
- Atsion
- Batsto
- Beaverville
- Bellview
- Berlin Heights
- Birchfield
- Birchwood Lakes
- Birmingham
- Bortons Landing
- Bossert Estates
- Bougher
- Bozuretown
- Braddocks Mill
- Bridgeboro
- Browns Mills Junction
- Buckingham Park
- Buddtown
- Bullock
- Bulltown
- Burrs Mill
- Bustleton
- Butlers Place
- Cambridge (Delran)
- Cambridge (Evesham)
- Capitol Hill
- Centerton
- Chairville
- Chambers Corner
- Charleston
- Chatsworth
- Christopher Mills
- Clermont
- Colemantown
- Columbus
- Comical Corner
- Cookstown
- Cooperstown
- Country Club Ridge
- Coxs Corner
- Crescent Heights
- Cropwell
- Crossroads
- Crosswicks
- Crowfoot
- Davisville
- Deacons
- Dellette
- Donlontown
- Dukes Bridge
- Dunns Mill
- East Burlington
- East Riverton
- Eayrestown
- Ellisdale
- Evans Corner
- Evesboro
- Ewansville
- Fairview (Delran)
- Fairview (Medford)
- Fellowship
- Fork Landing
- Fostertown
- Four Mile
- Georgetown
- Green Bank
- Hartford
- Hedding
- Indian Mills
- Ivywood
- Jacksonville
- Jacobstown
- Jobstown
- Johnson Place
- Jones Mill
- Kinkora
- Leektown
- Lower Bank
- Marlboro
- Martha
- Masonville
- Merrygold
- Mount Pleasant
- Munion Field
- New Albany
- New Gretna
- New Lisbon
- Newbolds Corner
- Pine Grove
- Rancocas
- Rancocas Woods
- Red Lion
- Retreat
- Sandtown
- Sooy Place
- Speedwell
- Sykesville
- Timbuctoo
- Vincentown
- Wading River
- Woodlane
- Woodmansie

### Ghost Town
- Charcoal Landing
- Crowleytown
- Eagle
- Earlys Crossing
- Harrisville
- High Crossing
- Ong's Hat